# Karolina Skog
Karolina Maria Skog z domu Algotsson (ur. 30 marca 1976 w Åhus w Skanii) – szwedzka polityk, działaczka Partii Zielonych, od 2016 do 2019 minister klimatu i środowiska.

## Życiorys
W 2002 uzyskała magisterium w zakresie ekologii człowieka na Uniwersytecie w Lund. Rok wcześniej została działaczką Grön Ungdom, organizacji młodzieżowej Partii Zielonych w Lund. Podjęła pracę w strukturach partyjnych, od 2002 jako przewodnicząca partii w Malmö. W latach 2004–2007 była jednocześnie rzeczniczką Gröna Studenter, organizacji studenckiej afiliowanej przy Partii Zielonych. Od 2010 wchodziła w skład zarządu miasta w Malmö, odpowiadając najpierw za organizację ruchu drogowego, następnie za urbanistykę.
W maju 2016 w rządzie Stefana Löfvena zastąpiła Åsę Romson na stanowisku ministra klimatu i środowiska. W wyborach w 2018 uzyskała mandat posłanki do Riksdagu. W styczniu 2019 zakończyła pełnienie funkcji rządowej.